# Communauté de communes du Bavaisis
La communauté de communes du Bavaisis  est une ancienne communauté de communes française, située dans le département du Nord et la région Nord-Pas-de-Calais, arrondissement d'Avesnes-sur-Helpe.

## Historique
La Communauté de communes du Bavaisis est créée le 29 décembre 1993. Elle est alors composée de 11 communes.
Par la suite[Quand ?], les communes de Bettrechies et de La Flamengrie intègrent la communauté de communes.
En 2006, Bermeries rejoint l'intercommunalité et le 1er janvier 2010, la commune de La Longueville l'intègre également.
Le 1er janvier 2014, la communauté de communes disparait au profit de la communauté de communes du Pays de Mormal.

## Composition
La communauté de communes du Bavaisis regroupait quinze communes :
- Amfroipret
- Audignies
- Bavay
- Bellignies
- Bermeries
- Bettrechies
- La Flamengrie
- Gussignies
- Hargnies
- Hon-Hergies
- Houdain-lez-Bavay
- La Longueville
- Mecquignies
- Obies
- Taisnières-sur-Hon

## Démographie

### Pyramide des âges
Comparaison des pyramides des âges de la Communauté de communes du Bavaisis et du département du Nord en 2006
| Hommes | Classe d’âge   | Femmes |
| ------ | -------------- | ------ |
| 0      | 90 ans et plus | 0,6    |
| 4,9    | 75 à 89 ans    | 8,1    |
| 10,4   | 60 à 74 ans    | 12,4   |
| 23,4   | 45 à 59 ans    | 22,8   |
| 23,1   | 30 à 44 ans    | 20,9   |
| 18,4   | 15 à 29 ans    | 16,7   |
| 19,7   | 0 à 14 ans     | 18,4   |

| Hommes | Classe d’âge   | Femmes |
| ------ | -------------- | ------ |
| 0,2    | 90 ans et plus | 0,8    |
| 4,3    | 75 à 89 ans    | 7,9    |
| 10,3   | 60 à 74 ans    | 11,9   |
| 19,7   | 45 à 59 ans    | 19,4   |
| 21,1   | 30 à 44 ans    | 20,1   |
| 22,6   | 15 à 29 ans    | 21     |
| 21,6   | 0 à 14 ans     | 19     |

## Présidents
| Période   | Période   | Identité              | Étiquette | Qualité        |
| --------- | --------- | --------------------- | --------- | -------------- |
| 1993      | [Quand ?] | André Gravez          |           |                |
| [Quand ?] | 2008      | Marie-Jeanne Cuvilier |           |                |
| 2008      | en cours  | Alain Fréhaut         | DVD       | maire de Bavay |